# International Tennis Federation

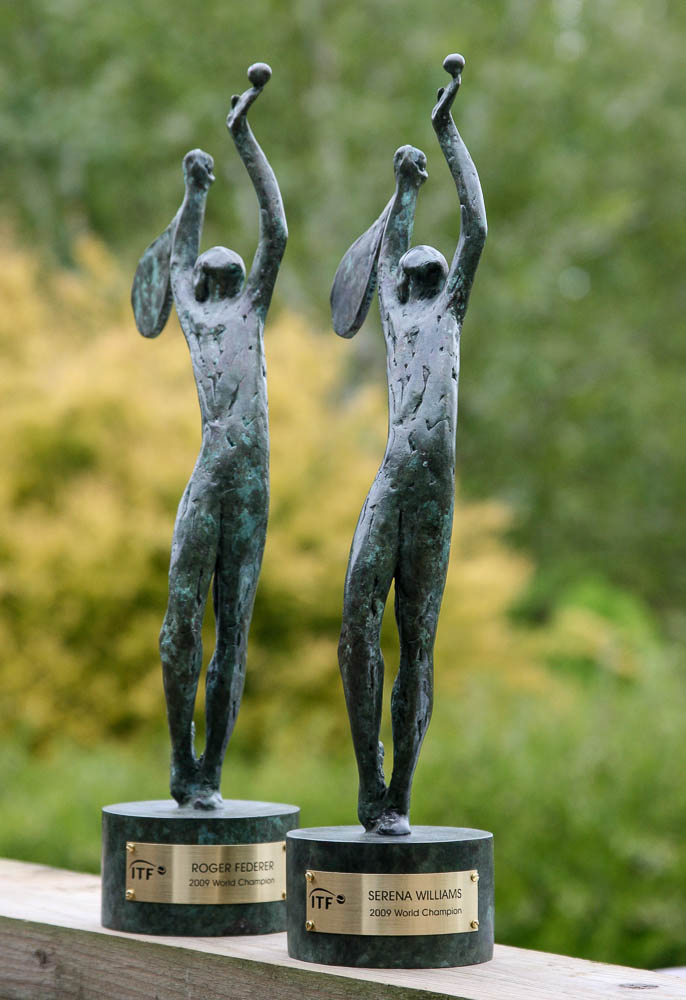
ITF:s prisstatyetter till Roger Federer och Serena Williams 2009.

International Lawn Tennis Federation (ILTF), från 1977 bara International Tennis Federation (ITF), på svenska Internationella tennisförbundet, är en organisation som bildades 1 mars 1913 för att samordna internationell tennis och befästa spelets regler. Huvudkontoret finns vid Bank of Englands Sports Grounds, i Londonförorten Roehampton.

## Organisation och verksamhet
ITF ansvarar för tennisreglerna, tekniska specifikationer på banor och utrustningar, samordning av alla typer av större internationella turneringar och anti-dopningsprogram inom ATP och WTA.
Vart annat år väljs en president och 12 personer till ett "board of directors". Presidenten har också under sig en verkställande vice president och en styrelse om fem personer. Valet av dessa funktionärer görs vid ett årsmöte av ledamöter från de ordinarie medlemsländerna. Dessa är (2005) 144 till antalet medan 59 länder är associerade. President är Francesco Ricci Bitti. De årliga mötena hålls i olika länder, senast 2005 i Prag i Tjeckien. 
Förutom de ovan nämnda ledamöterna finns inom ITF en stab bestående av drygt åttio personer. Dessa är engagerade i de olika specialkommittéerna som handhar frågor rörande organisation av de större internationella turneringarna inom ATP och WTA, rullstolstennis, Davis Cup och Federation Cup. Kommittéarbete utförs också rörande tennistävlingarna inom OS och Paralympics. Representanter för ITF deltar också i särskilda Grand Slam-kommittéer. ITF deltar också i organisation av Tennis Masters Cup, Hopman Cup och Nations Senior Cup.

## Historia
Förslag att bilda ILTF framfördes första gången 1909 av Arthur Yolland, Ungern, vid ett internationellt möte med British Lawn Tennis Association (BLTA), som fram till dess varit den ledande tennisorganisationen i världen. Flera länder instämde i förslaget, och på hösten 1912 avhölls ett förberedande möte i Paris med deltagare från sju länder. Man drog där upp riktlinjer för den kommande organisationens struktur och uppgifter. Vid ILTF:s första möte i mars 1913 i Union des Societes Francaises de Sports Athletiques lokaler, beslöts att organisationen skulle administreras från Paris och H. O. Behrens valdes till dess första president. Vid mötet deltog 12 länder (Australasien, Österrike, Belgien, Brittiska öarna, Danmark, Frankrike, Tyskland, Nederländerna, Ryssland, Sydafrika, Sverige och Schweiz. Spanien ville men var förhindrat att delta och USA deltog som observatör. USA blev officiell medlem först 1923. 
Kort efter det att ILTF bildats utbröt det första världskriget. Först därefter kunde verksamheten komma igång på allvar med de då återstående 10 medlemsländerna. ILTF fick 1923 rätten att fastställa reglerna för tennis. Dessa skulle i sin grundversion för "all framtid vara skrivna på det engelska språket". Reglerna blev fastställda 1924, med mycket få förändringar därefter. Däremot avstod BLTA och All England Lawn Tennis & Croquet Club, efter krav från USA, från att kalla Wimbledonmästerskapen för "världsmästerskap". Medlemsländernas nationella mästerskap blev officiella ILTF-mästerskap, där de franska, engelska, amerikanska och australiska mästerskapen utsågs till huvudtävlingar (dagens Grand Slam-turneringar).
År 1939, vid utbrottet av det andra världskriget var 39 länder anslutna till ILTF. Efter kriget flyttades ILTF huvudkontor till London, med en mindre administration kvar i Paris. 
Såväl stora som mindre frågor har genom åren hanterats av ILTF. År 1948 standardiserades specifikationerna för tennisbollarna och 1972 bestämdes att bollarna i turneringar fick vara gula för att synas bättre, i första hand i TV. År 1963 startade LTF Federation Cup, damtennisens motsvarighet till Davis Cup. Ansvaret för den senare turneringen togs över av ITF 1979. År 1970 infördes James Van Alens och Rod Lavers tiebreak första gången i vissa tennisturneringar. Detta var den enda egentliga regelmodifieringen som gjort sedan 1924. 
År 1978 utsåg ITF Björn Borg och Chris Evert till de första officiella världsmästarna i tennis.
Rullstolstennis inkorporerades inom ITF:s ansvarsområden 1997.

## "Amatör-proffs-frågan" och konflikter mellan spelarorganisationer och ILTF
En av de stora stridsfrågorna inom ILTF och dess medlemsländer i nära 40 år (från 1933), var synen på amatörspelare och professionella spelare. Enligt den tidigare inom idrottsvärlden officiella uppfattningen, skulle amatörer få ekonomisk ersättning bara för extra utlägg i samband med turneringar. Prispengar var inte tillåtna. ILTF följde dessa amatörregler och uteslöt professionella spelare, som regel tennisspelare med den största lyskraften, från sina tävlingar vilka bland annat innefattade Grand Slam-turneringarna. Ett illa dolt faktum var dock att goda amatörer generellt ändå tog emot pengar utöver täckning för utlägg för att ställa upp i vissa turneringar, inklusive de som arrangerades av ILTF. Detta innebar också många toppamatörer valde att förbli "amatörer". Röster höjdes redan under 1930-talet, på grund av många spelares tveksamma amatörstatus, att göra ILTF:s turneringar "öppna" för såväl proffs som amatörer. Bland andra engagerade sig den amerikanske stjärnspelaren Bill Tilden till förmån för öppna tävlingar. Han råkade därvid i konflikt med såväl US Tennis Association som ILTF. 

### Open Era
Efter flera års bråk mellan det brittiska tennisförbundet och All England Lawn Tennis & Croquet Club på den ena sidan och ILTF på den andra, beslöt de förra att från säsongen 1968 tillåta såväl amatörer som proffs att delta i Wimbledonmästerskapen. Beslutet var delvis framtvingat, trots ILTF:s motstånd, eftersom det nybildade ekonomiskt starka proffsorganisationen World Championship Tennis (WCT) samma år kontrakterat praktiskt taget alla de främsta amatörerna. Detta uppfattades som ett oacceptabelt hot mot mästerskapen. Beslutet medförde att ILTF riskerade ett inre sönderfall. Ett extra årsmöte hölls, bland annat på begäran av Svenska Lawn-tennisförbundet, varvid man slutligen accepterade tanken att låta samtliga ILTF:s turneringar bli öppna för amatörer och proffs. Open era hade inletts. Utvecklingen av den öppna tennisen har inneburit att stora pengar tillförts tennisen genom olika sponsorer. Många mindre turneringar drabbades dock tidigt av ekonomiska problem med svårighet att betala de nivåer på prispengar som krävs av spelarna.
För att motverka utvecklingen med risk att överflyglas av WCT, skapade ILTF 1968 sponsrade så kallade "Grand Prix-turneringar". Förhoppningen var att kunna locka spelarna till dessa i stället för att skriva kontrakt med WCT. Systemet fick stor framgång, och övertogs år 1990 av "Association of Tennis Professionals" (ATP). Bland firmor som tidigt sponsrade ILTF:s Grand Prix märks Pepsi-Cola Inc. och Colgate-Palmolive. 
En ny konflikt uppstod 1971 mellan WCT och ILTF när spelarorganisationen krävde del av intäkterna bland annat från TV-sändningar av matcher. ILTF vägrade och utestängde åter tillfälligt proffsen från sina turneringar. WCT upphörde som organisation 1990 efter att ha "frysts ute" av ATP. En allvarlig konflikt mellan ATP, som då leddes av Jack Kramer, och ILTF uppstod 1973 när den jugoslaviska proffsspelaren Nikola Pilić suspenderades av jugoslaviska tennisförbundet med stöd av ILTF under nio månader, på grund av hans vägran att spela Davis Cup för sitt land. Trots att ILTF reducerade strafftiden till en månad beslöt ATP att bojkotta det årets Wimbledonturnering.